# Tarsius eocaenus
 Tarsius eocaenus  ist eine ausgestorbene Art der Primaten, die vor rund 45 Millionen Jahren im mittleren Eozän im Gebiet der heutigen Volksrepublik China vorkam. Die Art wurde erstmals 1994 wissenschaftlich beschrieben und als früher Verwandter der heute lebenden Koboldmakis interpretiert.

## Erstbeschreibung und Namensgebung
Der sehr knappen Erstbeschreibung von Tarsius eocaenus im Jahr 1994 liegt als Holotypus ein isoliert geborgener rechter Molar M1 aus einem Unterkiefer zugrunde (Sammlungsnummer IVPP VI 1030). Ergänzend wurden als Paratypen zwei gleichfalls isoliert entdeckte rechte Unterkiefer-Molaren M3 sowie ein einzelner Prämolar P3 aus einem linken Oberkiefer beschrieben. Aufgrund mehrerer morphologischen Merkmale seien dieser Backenzähne von Afrotarsius zu unterscheiden. Die Zuordnung dieser eozänen Fossilien zur Gattung Tarsius, das heißt als nahe Verwandte der heute lebenden Sulawesi-Koboldmakis, wird in der Erstbeschreibung mit dem Hinweis begründet, dass die Zahnkronen von Tarsius eocaenus (= Koboldmaki aus dem Eozän) „nahezu baugleich“ mit denen von heute lebenden Arten der Gattung seien (virtually identical to those of living Tarsius in terms of crown structure). Allerdings seien die fossilen Backenzähne etwas kleiner als die Zähne der heute lebenden Tarsius-Arten, sogar kleiner als die Zähne der nur 50 bis 60 Gramm wiegenden Zwergkoboldmakis.
Die erstmalige Zuordnung derart alter eozäner Zahnfunde zur Familie der Koboldmakis (Tarsiidae) wurde zugleich als Beleg dafür interpretiert, dass die Tarsiidae und die Omomyidae im mittleren Eozän in Südost-China sympatrisch vorkamen, da aus der gleichen Fundschicht – zugänglich in einem kommerziell betriebenen Kalksteinbruch – die zugleich mit Tarsius eocaenus erstbeschriebene Art Macrotarsius macrorhysis aus der Familie der Omomyidae zutage gekommen ist.

## Weitere Funde
2006 wurde an gleicher Stelle wie das Fossil IVPP VI 1030 ein kleines Oberkiefer-Fragment mit erhaltenem Prämolar P3 sowie den Zahnfächern von Schneidezahn 2, Eckzahn, Prämolar P2 und Teilen der Zahnwurzel von Prämolar P4 wissenschaftlich beschrieben (Sammlungsnummer IVPP V14563). Auch in dieser Studie wurde betont, dass die Morphologie der Zähne und der Zahnfächer „nahezu baugleich“ sei mit jener der heute lebenden Tarsius-Arten und gut zu unterscheiden sei von den Arten der Gattungen Bahinia, Phenacopithecus und Parapithecus.

## Belege
1. ↑  K. Christopher Beard et al.: A diverse new primate fauna from middle Eocene fissure-fillings in southeastern China. In: Nature. Band 368, 1994, S. 604–609, doi:10.1038/368604a0.
2. ↑  James B. Rossie, Xijun Ni und K. Christopher Beard: Cranial remains of an Eocene tarsier. In: PNAS. Band 103, Nr. 12, 2006, S. 4381–4385, doi:10.1073/pnas.0509424103.